# 平親信
平 親信（たいら の ちかのぶ）は、平安時代中期の公卿。桓武平氏高棟流、中納言・平時望の孫。伊勢守・平真材の次男。官位は従二位・参議。

## 経歴
冷泉朝の康保4年（967年）守平親王が東宮に立てられると東宮雑色となり、安和2年（969年）守平親王が即位（円融天皇）するとそのまま蔵人所雑色に遷る。天禄2年（971年）文章生に補せられると、六位蔵人・衛門少尉（検非違使尉）を経て、天延3年（975年）従五位下・筑後権守に叙任される。
その後は、短期間の右衛門権佐（検非違使佐）を挟んで、貞元2年（977年）従五位上・阿波守、永観3年（985年）正五位下・近江権介、寛和2年（986年）従四位下と円融朝後半から一条朝初頭にかけて地方官を務めながら順調に昇進した。
永延2年（988年）官職を辞すが、翌永延3年（989年）勢多橋築造の功労により従四位上に昇叙されると、正暦2年（991年）越前守に任ぜられ再び地方官を務める。長保元年（999年）修理大夫として京官に遷ると、長保2年（1000年）造宮の功労により正四位下、長保3年（1001年）には東三条院御賀に際して院司として従三位に叙せられ、ついに公卿に列した。公卿となっても山城守・備中権守・大宰大弐と地方官を歴任する傍ら、いずれも造宮の功労により長保5年（1003年）正三位、寛弘4年（1007年）従二位と成功による昇進を重ねる。
三条朝末の長和4年（1015年）参議に任ぜられて議政官の地位に就くが、翌長和5年（1016年）5月致仕を上表し、7月これを許された。寛仁元年（1017年）6月10日に病気のために出家。最終官位は致仕参議従二位。6月13日薨去。享年73。

## 人物
長徳の変で流罪となった藤原伊周が密かに配流先を抜け出して入京していたところ、子息の孝義がこれを密告して叙位に与った。しかし、親信は孝義を厳しく叱責していることから、情誼に厚く筋を通す人物であったとの評がある。
藤原行成と交流があり、行成が建てた世尊寺の土地の一部を譲り受けて尊重寺を建立した。
日記『親信卿記』が残る。

## 官歴
『公卿補任』による。
- 康保4年（967年） 日付不詳：東宮雑色（宮初、春宮・守平親王）
- 安和2年（969年） 8月：内雑色（円融天皇践祚）
- 天禄2年（971年） 9月26日：文章生
- 天禄3年（972年） 正月7日：六位蔵人
- 天禄4年（973年） 正月29日：左衛門少尉。4月11日：右衛門少尉
- 天延2年（974年） 2月2日：検非違使尉
- 天延3年（975年） 正月7日：従五位下（蔵人）。正月26日：筑後権守
- 貞元2年（977年） 正月20日：阿波守。8月2日：従五位上（造宮功）
- 永観2年（984年） 10月20日：右衛門権佐。11月：検非違使宣旨
- 永観3年（985年） 2月：防鴨河使。9月14日：近江権介（受領）、防鴨河使如元。11月：正五位下（悠紀国司）
- 寛和2年（986年） 11月18日：従四位下（悠紀国司）
- 永延2年（988年） 10月4日：辞
- 永延3年（989年） 正月28日：従四位上（造勢多橋賞）
- 正暦2年（991年） 6月1日：越前守（源乗方辞替）
- 長保元年（999年） 閏3月5日：修理大夫。日付不詳：昇殿。9月：皇太后宮権亮
- 長保2年（1000年） 10月11日：正四位下（造宮賞）
- 長保3年（1001年） 7月13日：山城守（藤原宣孝卒替）。10月10日：従三位（東三条院御賀、院司賞）
- 長保5年（1003年） 11月5日：正三位（造宮賞）
- 寛弘2年（1005年） 正月27日：備中権守
- 寛弘4年（1007年） 正月20日：従二位（造宮賞）
- 寛弘7年（1010年） 2月16日：大宰大弐
- 長和4年（1015年） 10月28日：参議
- 長和5年（1016年） 5月28日：上表辞之。7月10日：辞表勅許
- 寛仁元年（1017年） 6月10日：出家（致仕参議従二位）。6月13日：薨去[4]

## 系譜
- 父：平真材 - 従四位下伊勢守
- 母：藤原定尚の娘
- 妻：源通理の娘
  - 次男：平行義（?-1017）
- 生母不明の子女
  - 長男：平重義
  - 三男：平理義
  - 男子：平孝義[1]